# حالة جاهي مكماث
جاهي ماكماث كانت فتاة تبلغ من العمر ثلاثة عشر عامًا أُعلن عن موت دماغها في كاليفورنيا بعد الجراحة في عام 2013. وقد أدى ذلك إلى نقاش حول أخلاقيات علم الأحياء نتج عن رفض عائلتها للنتائج الطبية القانونية للوفاة في القضية، وجهودهم للحفاظ على جسدها باستخدام التهوية الميكانيكية وغيرها من التدابير. اعتبر والداها أن هذه الإجراءات تشكل دعمًا للحياة، بينما اعتبر أطباؤها أن هذا العلاج غير مجدٍ لشخص متوفى. في أكتوبر 2014، قدم محامي عائلة ماكماث طلبًا غير مسبوق بإلغاء إعلان جاهي ماكماث عن موت الدماغ. وسحب المحامي لاحقًا هذا الطلب، قائلاً إنه يريد وقتًا يتشاور فيه الخبير الطبي الذي عينته المحكمة وخبرائه الطبيون. في مارس 2015، رفعت عائلة ماكماث دعوى قضائية ضد الجراح الذي أجرى جراحة ماكماث ضد مستشفى الأطفال في أوكلاند وضد الجراح الذي أجرى جراحة ماكماث، مشيرين إلى استعدادهم للدفاع كجزء من الدعوى أن ماكماث لم يمت، ولكنه معاق بشدة. وذكر محامي الأسرة أنه صدرت شهادة وفاة أولية ثانية في 22 يونيو 2018، تضمنت نزيفًا شديدًا متعلقًا بفشل الكبد كسبب للوفاة.